# Abraham Scultetus
Abraham Scultetus (Schultetus) (24. srpna 1566 v Zelené Hoře – 24. října 1624 v Emdenu) byl reformovaný teolog, který působil i v Praze u dvora "zimního krále" Fridricha Falckého.

## Život
Pocházel ze slezské luteránské rodiny. Studoval teologii ve Wittenbergu a v Heidelbergu, jako kazatel působil od roku 1594. Kdy opustil luteránskou víru a přešel ke kalvinismu, není známo. 
V roce 1595 vstoupil do služeb Fridricha IV., falckého kurfiřta. Jeho syna Fridricha V. doprovázel v roce 1613 na jeho svatební cestě do Londýna a v roce 1615 se stal jeho dvorním kaplanem. V roce 1618 se stal profesorem teologie (Starého zákona) v Heidelbergu. Kurfiřtskou Falc zastupoval na synodě v Dordrechtu (1618-1619). 
Na Fridrichově dvoře získal svým postavením velký vliv v náboženských a částečně i politických otázkách. Pravděpodobně značně ovlivnil i to, že Fridrich přijal volbu českým králem. 
S Fridrichem přijel Scultetus do Prahy a v letech 1619–1620 zde působil jako dvorní kazatel a ideolog. Radikálnímu kalvínskému kazateli vadily zejména relikvie, sochy a obrazy svatých a Panny Marie v českých kostelech. V Praze byla v prosinci roku 1619 z jeho podnětu a se souhlasem krále vyrabována katedrála sv. Víta, což Scultetus chápal jako "očistu". Byl přitom zničen i nádherný mariánský oltář od Lucase Cranacha staršího. Toto obrazoborectví vyvolalo pobouření nejen mezi katolíky, ale i mezi českou nekatolickou většinou. 
Po bitvě na Bílé hoře uprchl s králem z Čech, nejprve do Heidelbergu. V roce 1622 odešel do Východního Fríska, kde působil jako kazatel v Emdenu až do své smrti.